# Almut Kühne

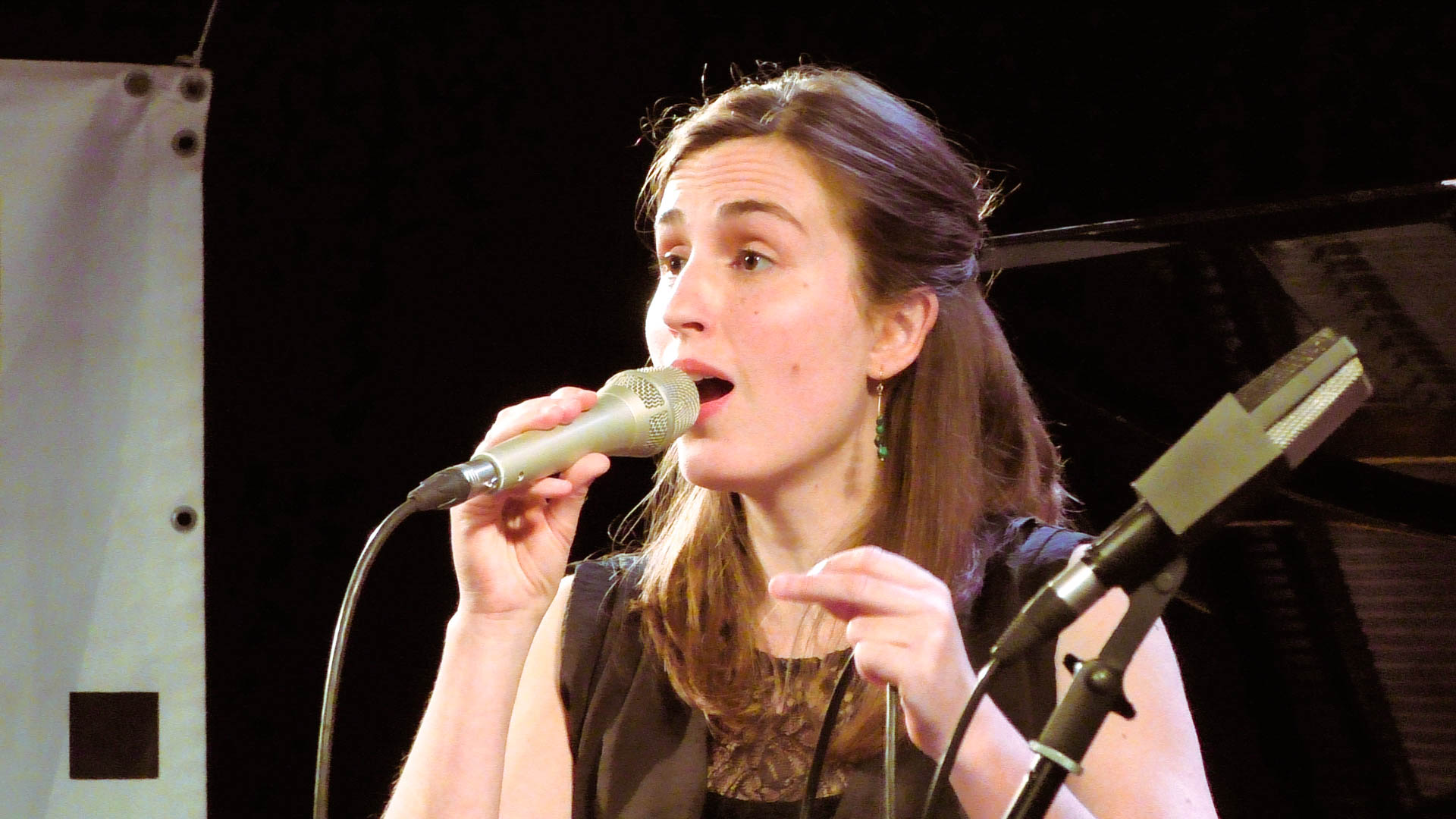
Almut Kühne (2017)

Almut Kühne (* 1983 in Dresden) ist eine deutsche Jazzsängerin, Komponistin und Interpretin Neuer Musik.

## Leben und Wirken
Kühne, die aus einer Künstlerfamilie stammt, erhielt ab dem siebten Lebensjahr Klavierunterricht. Im Alter von 16 Jahren begann sie, Gesangsunterricht zu nehmen. Sie studierte bis 2008 am Jazzstudiengang der Hochschule für Musik „Hanns Eisler“ Berlin.
Kühne gehörte 2005 zum Berliner Jugend-Jazz-Orchester unter Leitung von Nicolai Thärichen, mit dem sie am World Forum of Sacred Music in Los Angeles teilnahm. Mit Georg Graewes Ensemble sonic fiction konzertierte sie bei den Nickelsdorfer Konfrontationen und beim Total Music Meeting. Sie trat im Duo mit Gebhard Ullmann bzw. Anthony Coleman auf sowie in Combos und weiteren Großformationen. Mit Johanna Borchert und Antonis Anissegos sowie den Videokünstlern Benjamin Schindler und Markus Glandt betreibt sie das Projekt Dowland Waters.
Unter eigenem Namen hat Kühne zwei Alben bei Unit Records veröffentlicht. Weiter war sie an einer CD-Produktion von Bachs Weihnachtsoratorium mit dem Dresdner Kammerchor und dem Gewandhausorchester unter der Leitung von Riccardo Chailly beteiligt. Zudem hat sie Vokalwerke von Graewe, John Cage, Luigi Nono, Helmut Lachenmann, Ondrey Adamek und Michael Edward Edgerton interpretiert. Zu hören ist sie u. a. auch auf Peter Ehwalds Album Septuor de grand matin (2019).
Außerdem kreierte Almut Kühne eine sechs-kanalige Soundcollage als integrales Element der Videoskulptur Candelabro (Werner Klotz, basierend auf einer Idee Sebastian Mendes), die dem Gedenken an Aristides de Sousa Mendes gewidmet ist und 2021 im Museu Nacional Resistencia e Liberdade von Fortalezza de Peniche, 2022 im Nationalen Pantheon in Lissabon und im Musée d’Aquitaine in Bordeaux sowie 2023 im Ulmer Münster zu sehen und zu hören war.

## Preise und Auszeichnungen
Kühne gewann 2009 mit ihrem Soloprojekt den Studiopreis des Berliner Senats. Die CD Silver White Archives (im Duo mit Gebhard Ullmann) wurde 2014 für den Deutschen Schallplattenpreis nominiert.

## Diskographische Hinweise
- Stereo Lisa: Anno Onno Monno (Jazzwerkstatt, 2007, mit Benjamin Weidekamp, Gebhard Ullmann, Jürgen Kupke, Aki Sebastian Ruhl, Richard Koch, Ibadet Ramadani, Matthias Müller, Simon Harrer, Michael Haves, Christian Marien)
- Gebhard Ullmann/Almut Kühne: Silver White Archives (Unit Records 2014)
- Marc Schmolling/Tom Arthurs/Almut Kühne: Ticho (Unit Records 2015)[1]
- Meinrad Kneers Phosphoros Ensemble: Plays Christian Morgenstern (Unit Records 2015, mit Frank Gratkowski, Kathrin Pechlof, Uli Pleßmann)
- Almut Kühne, Gebhard Ullmann, Achim Kaufmann Marbrakeys (Leo Records 2016)
- Bottom Orchestra Songs of Work (WhyPlayJazz 2019)
- Tatiana Komova, Almut Kühne, Alexey Kruglov, Gebhard Ullmann: Deuce Crossings  (fancy music 2019)
- Almut Kühne, Joke Lanz, Alfred Vogel: How Noisy Are the Rooms? (Boomslang Records 2021)
- Aoa Impro Group: Live at Pariser Platz (Evil Rabbit Records 2022, mit Elena Kakaliagou, Floros Floridis, Antonio Borghini, Dag Magnus Narvesen)